# Economia del Marocco
L'economia del Marocco è in fase notevole di sviluppo. La crescita economica, costante a partire dal 2003, ha consentito di frenare l'emigrazione e migliorare esportazioni, infrastrutture e afflusso di capitali esteri. Il Marocco negli ultimi anni è migliorato costantemente nelle classifiche Doing Business - o "indice di facilità di fare affari" - stabilite ogni anno dalla Banca mondiale. Nel 2020, è arrivato al 53º posto, con un miglioramento di sette posti rispetto all'anno precedente.
In ogni caso, il Marocco resta nel 2019 al 121º posto su 189 secondo l'Indice di sviluppo umano (HDI), compilato dal Programma delle Nazioni Unite per lo sviluppo (UNDP). Risolvere il sottosviluppo delle aree settentrionali e meridionali del Marocco, rimangono tra le priorità principali del Paese, segnate da profonde diseguaglianze ECONOMICHE.

## Agricoltura, allevamento e pesca

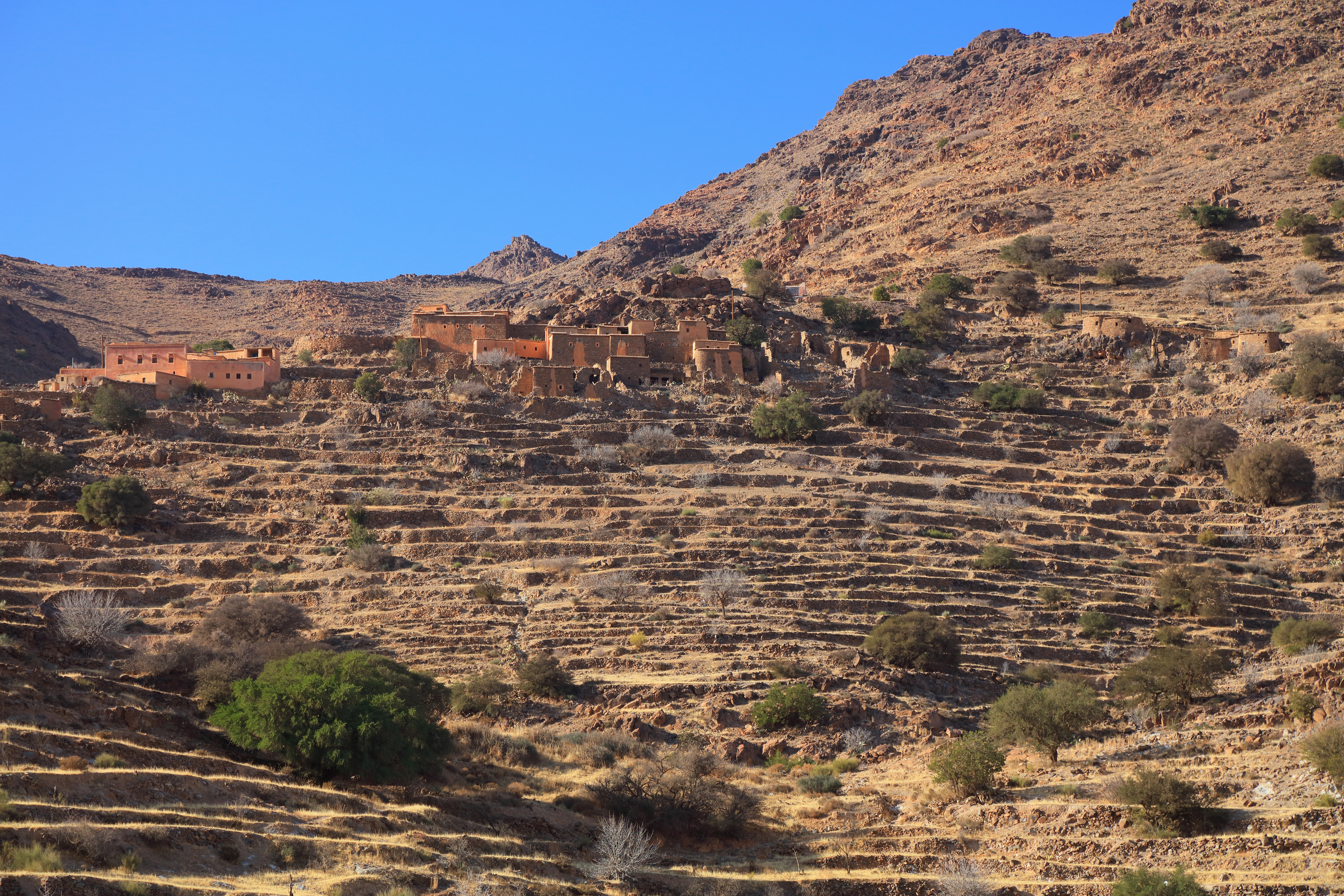
Terrazzamenti agricoli nella provincia di Tiznit

I principali prodotti agricoli sono costituiti da cereali, canna da zucchero e legumi che sono destinati al mercato interno, mentre gli agrumi, i pomodori e le olive (dove il Marocco è l'unico produttore mondiale dell'olio di argan) per l'esportazione. L'allevamento è incentrato perlopiù su ovini, caprini e bovini. Con i suoi 17 porti il Marocco è tra i maggiori paesi nella attività ittica, anche industriale, della quale il paese è il maggiore produttore ed esportatore mondiale di sardine.
Una coltivazione a parte è quella della cannabis coltivata nella regione del Rif a partire dal secolo XVII. Secondo il Rapporto mondiale delle Nazioni Unite 2012 droga, il Marocco è il secondo produttore di cannabis del mondo (dopo l'Afghanistan). Circa il 70% della cannabis consumata in Europa proviene dalla regione del Rif in Marocco. Considerando che negli ultimi anni si stima che siano almeno 400.000 persone che vivono della coltivazione della cannabis, in mancanza di altre prospettive lavorative, il governo e il Parlamento nel 2021 hanno approvato una legge che legalizza l'utilizzo della cannabis per usi terapeutici e industriali (rimanendone vietato l'uso ricreativo), allo scopo di fare uscire dall'illegalità le decine di migliaia di famiglie che vivono della coltivazione della canapa (adottando una strategia diversa da quella attuata precedentemente per combattere la criminalità organizzata), e di creare ulteriore valore aggiunto all'agricoltura e, più in generale, all'economia marocchina, stimata all'entità entro i prossimi anni di alcuni miliardi di dollari.

## Estrazione mineraria
Il Marocco è un paese povero di petrolio e di gas naturale, dei quali è importatore, a differenza degli altri Paesi arabi che sono invece produttori ed esportatori.
L'attività estrattiva principale si basa sullo sfruttamento dei grandi giacimenti di fosfati, di cui è il secondo produttore mondiale (dopo la Cina), ma ampiamente al primo posto per le riserve (detiene circa il 100% delle riserve mondiali conosciute) ed è il principale esportatore mondiale. Le miniere di fosfati sono gestite dall'OCP Group e i principali siti di estrazione si trovano a Khouribga, a Ben Guerir, a Youssoufia e a Bou Craa (nel Sahara occidentale).
Nel paese sono presenti inoltre miniere di cobalto, di piombo, di zinco, di argento, di manganese, di ferro, di rame e di carbone.

## Industria
L'industria marocchina è tra le più attive dell'Africa. Molto sviluppate sono le industrie agroalimentari e tessili, ma il settore industriale è in forte crescita anche nei settori dell'industria chimica, petrolchimica, elettronica, automobilistica (Renault, Nissan), aeronautica (Boeing, Bombardier), informatica e cantieristica, con i porti di Tangeri Med e di Casablanca, che sono entrambe tra i più trafficati dell'Africa. Pregiati sono i tappeti e i prodotti dell'artigianato.

## Servizi
Il settore dei servizi in Marocco è in forte sviluppo. I servizi sono altamente dinamici in particolare nel settore turistico, commerciale, telecomunicazioni (Maroc Telecom, Orange Maroc, Inwi), bancario (Attijariwafa Bank, BMCE bank) e finanziario. Casablanca è il più grande centro finanziario del Maghreb e tra i più importanti dell’Africa.

### Turismo
Il Marocco si è affermato come una delle maggiori mete turistiche dell'Africa e del mondo arabo, in particolare per quanto riguarda il turismo organizzato. Le mete più visitate sono le cosiddette città imperiali (Fès, Marrakech, Meknès e Rabat) e il deserto del Sahara.
Si può trovare: turismo di tipo culturale (civiltà amazigh, fenicia, romana, araba, spagnola e francese); di tipo naturale (dalle vette innevate dell'Atlante al deserto del Sahara) e balneare con le spiagge atlantiche e mediterranee.
Il numero di turisti negli ultimi anni si valuta su poco più di 12 milioni (2019), la metà proveniente dall'Europa, con in testa Francia e Spagna.

### Commercio estero
Il Marocco ha firmato nel 1996 un trattato con l'UE, che è entrato in vigore nel 2000, che ha portato all'entrata in vigore di una zona di libero scambio nei termini del Processo di Barcellona. Nel mese di gennaio del 2006 è entrato in vigore un accordo di libero scambio con gli USA, che sta portando sia a un'espansione delle esportazioni verso un mercato potenzialmente molto redditizio, sia a un aumento dei flussi di investimento in entrata.

## Politica economica
Il governo è impegnato a perseguire politiche volte a favorire una più rapida crescita economica e a ridurre la disoccupazione e la povertà. La crescita inadeguata è stata infatti identificata, sia dal FMI sia dal governo, come il principale punto di debolezza dell'economia del paese negli ultimi dieci anni, senza considerare poi le forti disparità di reddito presenti tra l'élite urbana e il resto della popolazione.
La Banca Mondiale e il FMI stimano che il Marocco necessiti di un tasso di crescita medio annuo superiore al 7% per poter intervenire in modo significativo sulla disoccupazione e sulla povertà. In ogni caso, il governo ha fatto progressi riguardo ad alcune di queste problematiche: ha realizzato significativi miglioramenti dell'ordinamento economico attraverso il rafforzamento dei diritti di proprietà e la riforma della normativa sul lavoro, grazie ai quali si è assistito a un rapido incremento della nascita di nuove aziende; ha migliorato il sistema di supervisione del settore bancario e ha liberalizzato i comparti dell'energia e delle telecomunicazioni.
Il governo ha anche ammesso che per accelerare la crescita sono necessarie ulteriori riduzioni delle tariffe doganali e una semplificazione del regime del commercio. Sono stati infine identificati numerosi interventi di politica industriale volti a ridurre i costi e incrementare la produttività dell'industria marocchina, e le autorità confidano che questa razionalizzazione permetterà di aumentare il valore dell'output industriale. Il governo sembra ormai pronto a lanciare anche una radicale riforma del settore agricolo per ridurre la dipendenza dai cereali, altamente sensibili a periodi di siccità, e aumentare la superficie coltivata con piante ad alto valore aggiunto, come gli ulivi. Occorre però considerare che tale politica accelererà il processo di inurbamento della popolazione: se tale fenomeno non verrà adeguatamente gestito, aumenterà sensibilmente il rischio dell'insorgere di tensioni sociali e politiche.
Nel 2022 il governo avviato una collaborazione con la russa Rosatom con per la costruzione di centrali nucleari a scopi civili pacifici. Nel 2023 ha siglato un accordo per l'utilizzo dei giacimenti di uranio presenti in Marocco al fine di costruire centrali nucleari che serviranno a produrre acqua potabile e forniranno l'energia necessaria agli impianti di desalinizzazione delle acque dell'Atlantico.